# Шуруповський
Шуруповський (рос. Шуруповский) — хутір у Фроловському районі Волгоградської області Російської Федерації.
Населення становить 925  осіб. Входить до складу муніципального утворення Шуруповське сільське поселення.

## Історія
Населений пункт розташований у межах українського історичного та культурного регіону Жовтий Клин.
Згідно із законом від 14 лютого 2005 року № 1002-ОД органом місцевого самоврядування є Шуруповське сільське поселення.

## Населення
| 2002 | 2010 |
| ---- | ---- |
| 1023 | ↘925 |